# Леба

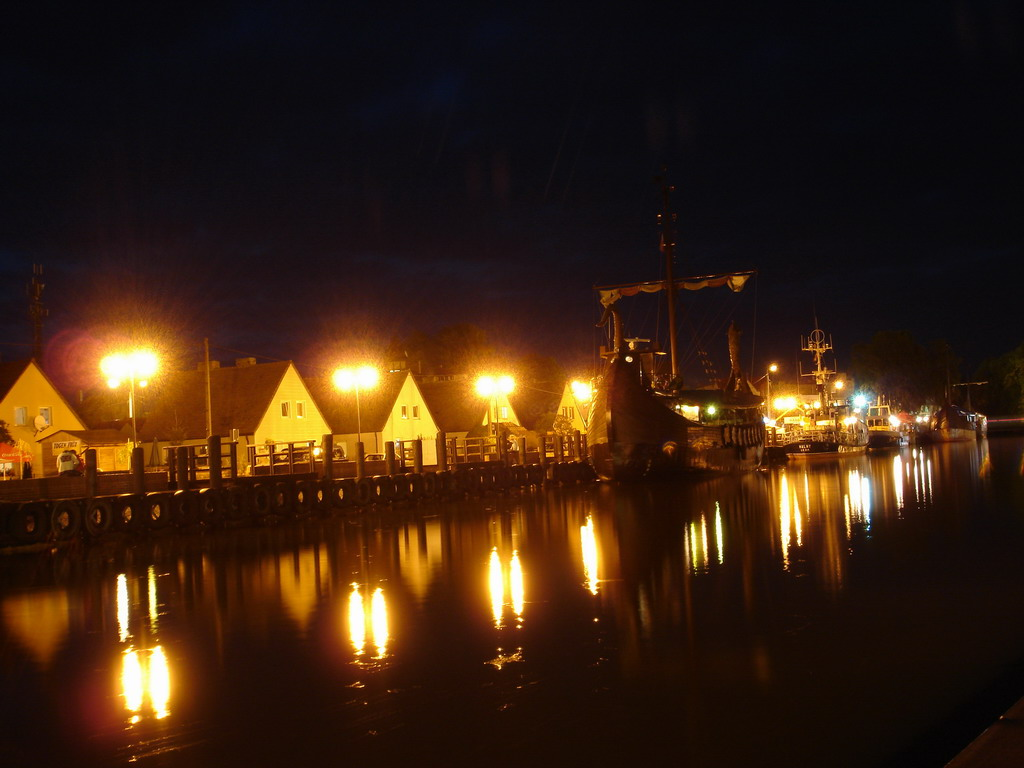
Порт уночі

Ле́ба (пол. Łeba, каш. Łeba, Leba, нім. Leba) — портове місто в північній Польщі, на річках Лебі та Хелсті. Належить до Лємборського повіту Поморського воєводства.

## Демографія
Демографічна структура станом на 31 березня 2011 року:
|          | Загалом | Допрацездатний вік | Працездатний вік | Постпрацездатний вік |
| -------- | ------- | ------------------ | ---------------- | -------------------- |
| Чоловіки | 1887    | 349                | 1364             | 174                  |
| Жінки    | 2016    | 315                | 1233             | 468                  |
| Разом    | 3903    | 664                | 2597             | 642                  |

## Історія
Леба як поселення, ймовірно, виникла пізніше Ґардни-Великої. Сарбське і Лебське озера розділилися, утворивши землі, придатні для заселення, таким чином був заснований житловий масив побудований на косі. Це поселення збудували поморяни, які розмовляли кашубською мовою. Це навіть могло статися ще у VIII столітті. Водойма, безсумнівно, заслуговувала на увагу простотою риболовлі.
З 13 століття німецькі колонізатори прийшли в цю область, а перша письмова згадка про Лебу датується 1282 роком. Дуже часто траплялося, що німецькі будівлі стояли поруч з кашубськими. Однак німці не змогли повністю звикнути до умов життя в Лебі, і лише її стратегічне розташування в гирлі річки привернуло інтерес Тевтонського ордену.
Упродовж віків поселення Леба боролося з руйнівними силами природи. У 16 столітті після руйнівний бурі, що нанесла значний ущерб, Лебу було перенесено із західного берега річки на її східний берег. Але навіть тоді місто залишалося жертвою рухливих дюн, що погрожували замісти усі міські будівлі і порушити судноплавство. Проте, в кінці 19 століття був побудований новий порт, а дюни засаджені деревами, що перешкоджають пересуванню піску.

## Фотографії

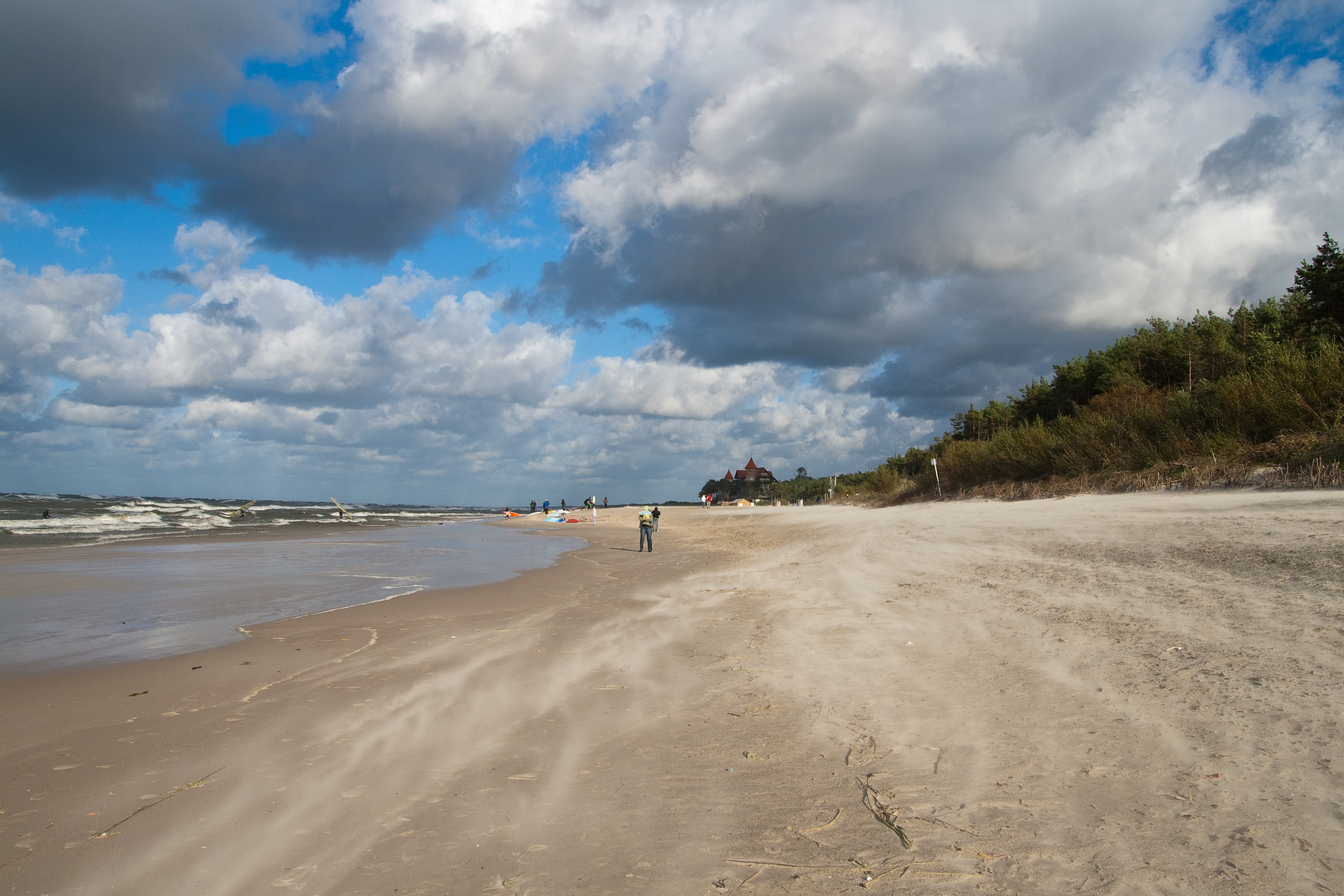
Пляж
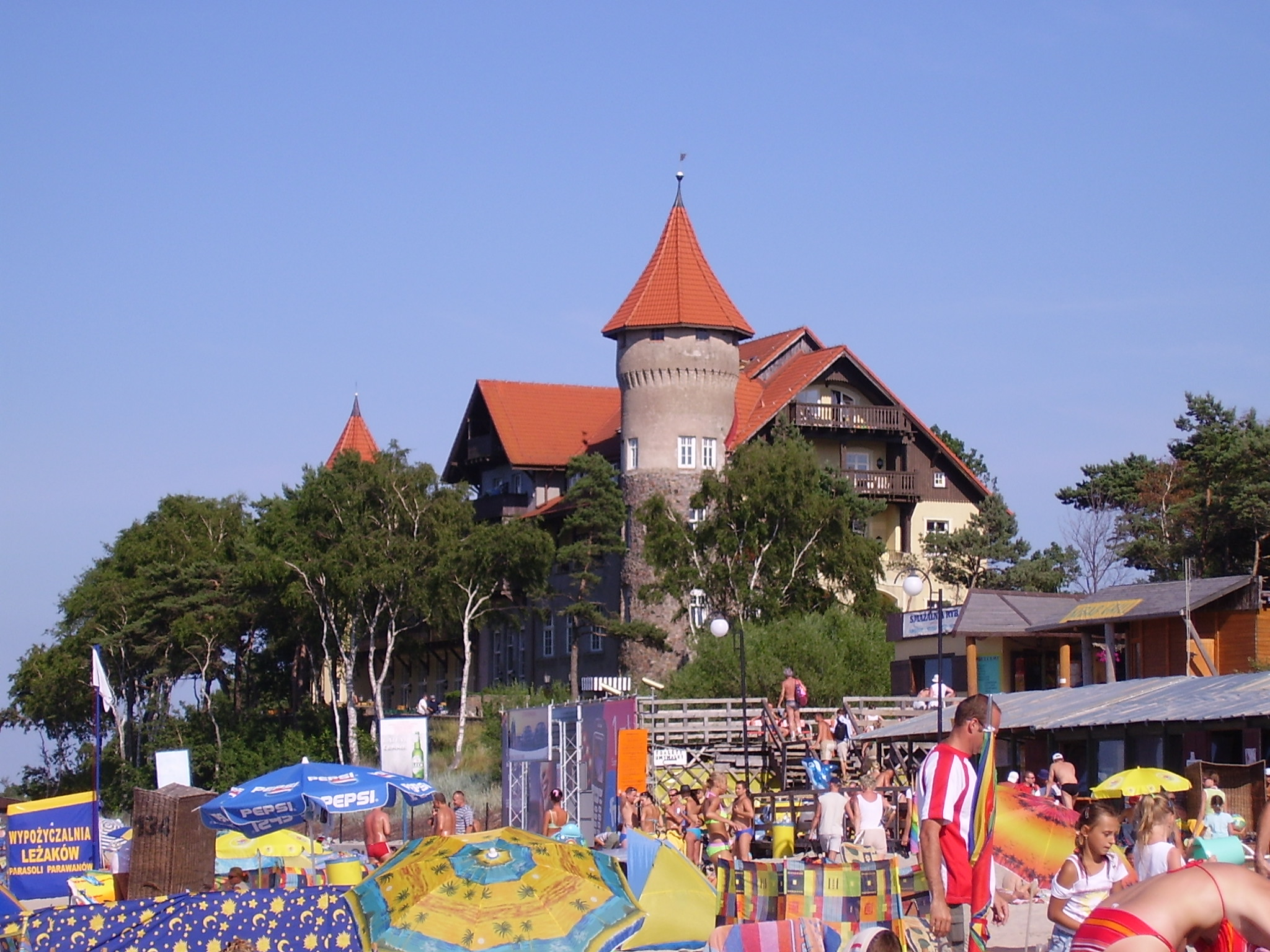
Готель Нептун біля моря
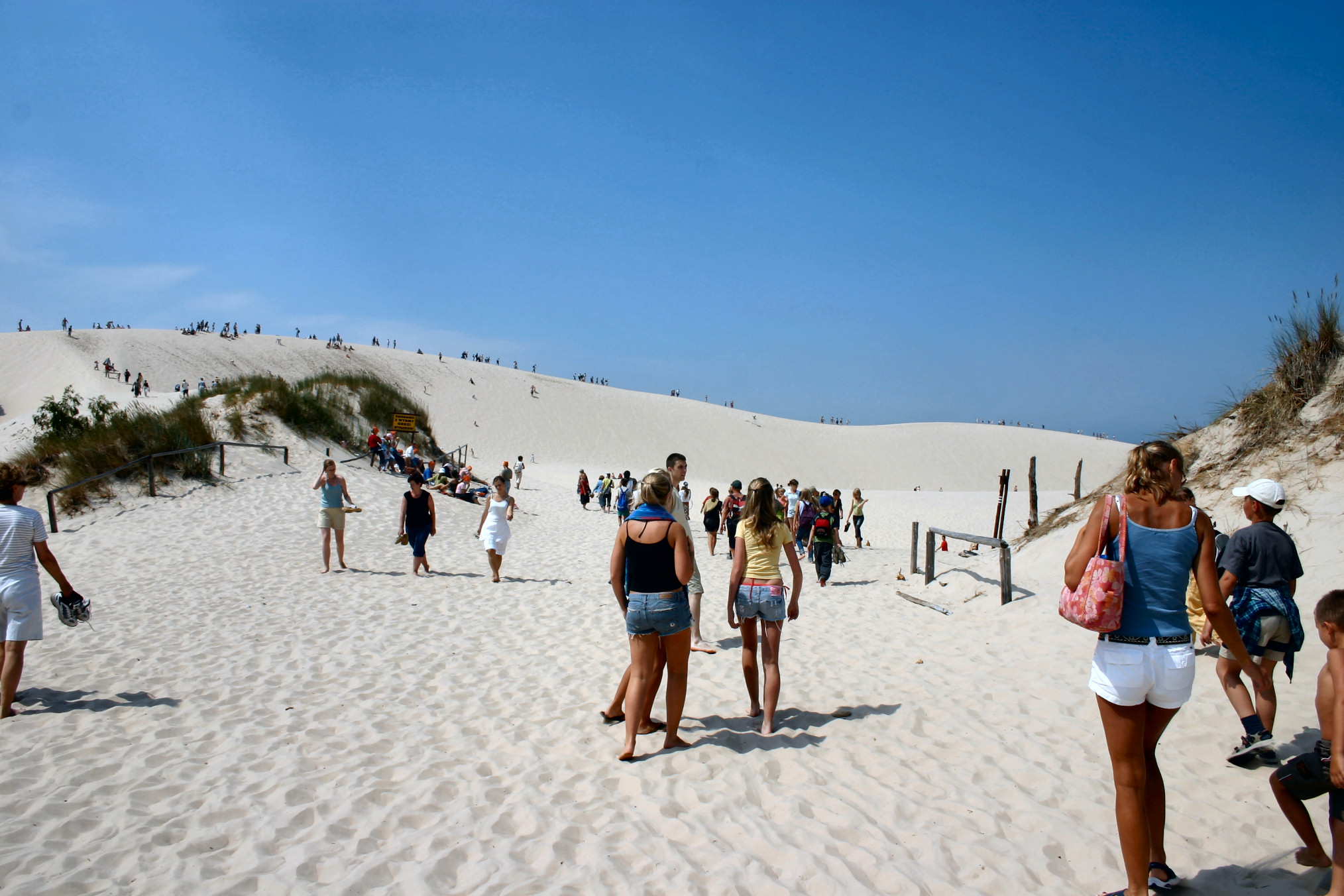
Піщані дюни біля міста Леба
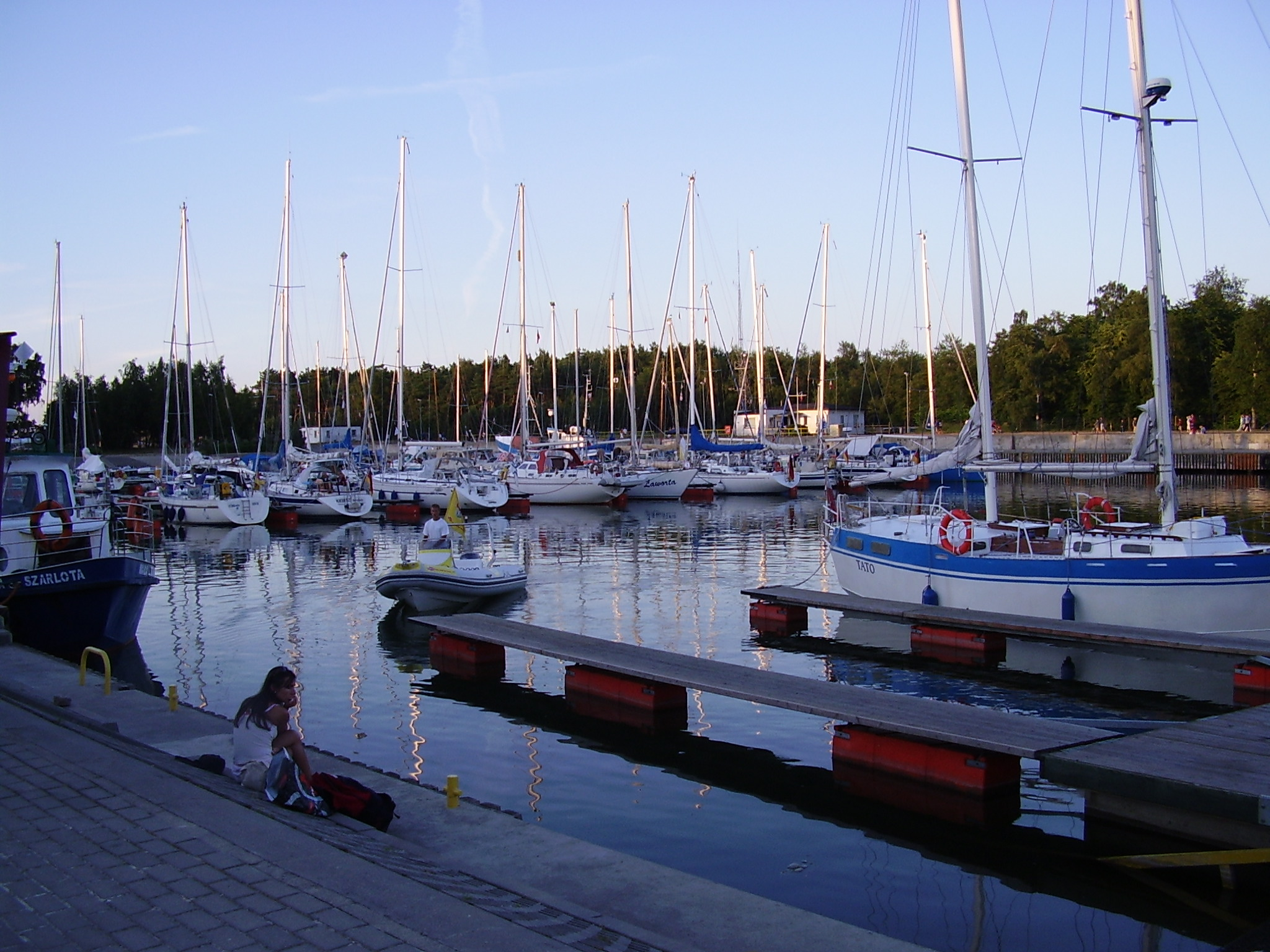
Яхтовий порт
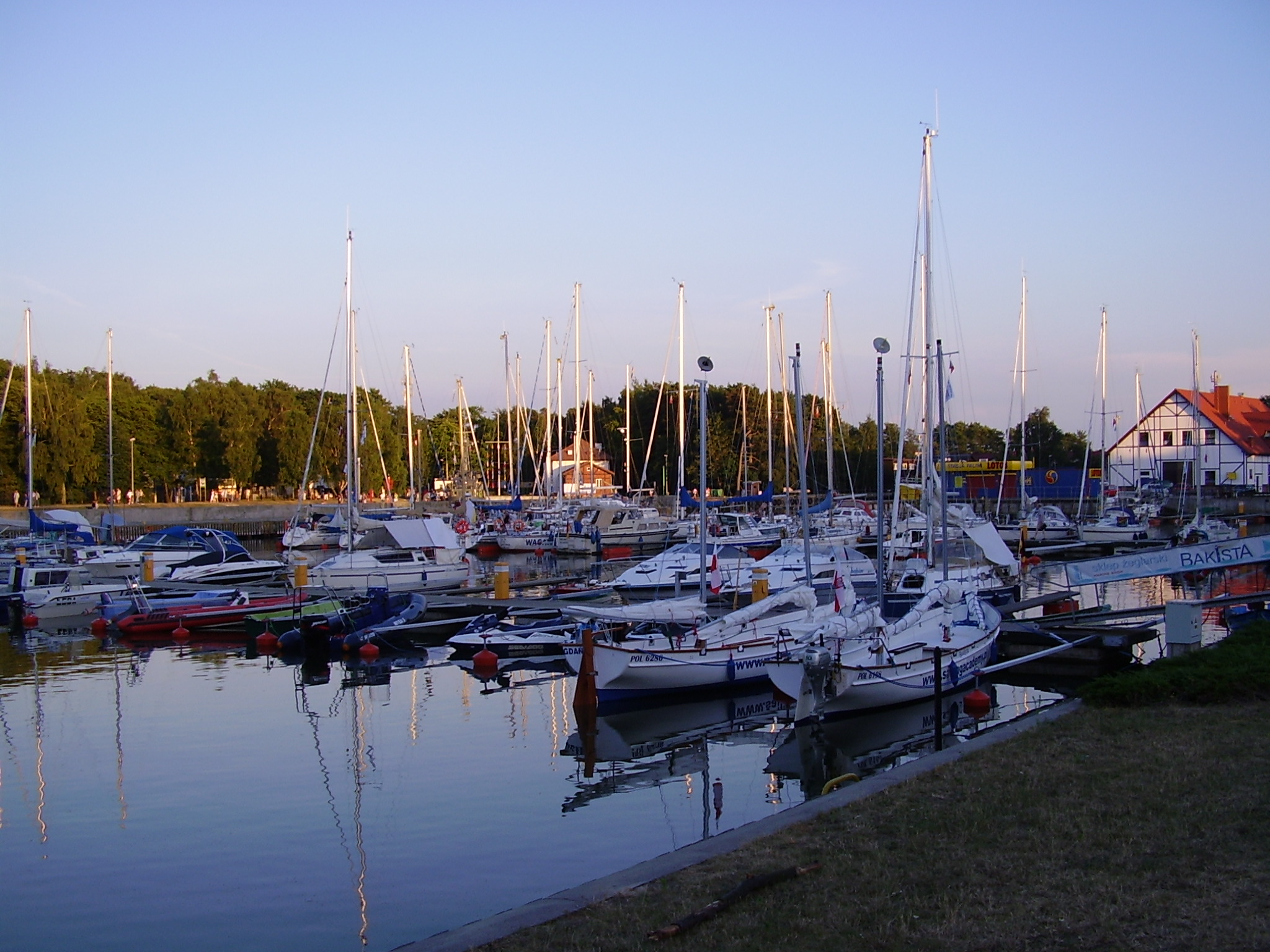
Яхтовий порт

| Польща | Це незавершена стаття з географії Польщі. Ви можете допомогти проєкту, виправивши або дописавши її. |